# Huiskapel van Ananias
De huiskapel van Ananias (Arabisch:كنيسة القديس حنانيا) is het huis van Ananias uit Damascus, een van de eerste christenen. Het huis staat in de christelijke wijk van de Syrische hoofdstad Damascus. Volgens de overlevering is dit het huis waar Ananias Saulus doopte tot Paulus.
Het huis is gelegen aan de Rechte Straat (Een oude Romeinse decumanus: rechte weg in oost-west richting). Anno 2009 ligt de kapel zo'n 5 meter onder straatniveau. Dit is waarschijnlijk het niveau van de toenmalige romeinse weg. De huiskapel is meerdere malen hersteld. Enkele iconen vertellen het verhaal van de bekering van Paulus.
De huiskapel is nu te bezichtigen door toeristen en er worden ook nog steeds diensten gehouden.